# Mikuláš Čirka
Mikuláš Čirka (* 4. prosince 1929 Bratislava) je bývalý slovenský fotbalista, levý obránce.

## Fotbalová kariéra
V československé lize nastoupil ve 114 utkáních. Hrál za Křídla vlasti Olomouc a Slovan Bratislava, se kterým získal v roce 1955 mistrovský titul. Za reprezentační B-tým nastoupil v roce 1955 ve 2 utkáních.

## Ligová bilance
| Ročník                                   | Zápasy | Góly | Klub                  |
| ---------------------------------------- | ------ | ---- | --------------------- |
| Přebor československé republiky 1953     | 13     | 0    | Křídla vlasti Olomouc |
| Přebor československé republiky 1954     | 17     | 0    | Křídla vlasti Olomouc |
| Přebor československé republiky 1954     | 2      | 0    | Slovan Bratislava     |
| Přebor československé republiky 1955     | 21     | 0    | Slovan Bratislava     |
| 1. československá fotbalová liga 1956    | 5      | 0    | Slovan Bratislava     |
| 1. československá fotbalová liga 1957/58 | 24     | 0    | Slovan Bratislava     |
| 1. československá fotbalová liga 1958/59 | 13     | 0    | Slovan Bratislava     |
| 1. československá fotbalová liga 1959/60 | 14     | 0    | Slovan Bratislava     |
| 1. československá fotbalová liga 1960/61 | 5      | 0    | Slovan Bratislava     |
| CELKEM                                   | 114    | 0    |                       |